# Philipp Kreuels
Philipp Kreuels (* 11. Januar 1985 in Düsseldorf) ist ein ehemaliger deutscher Fußballspieler.

## Karriere
Kreuels spielte in seiner Jugend für den Polizeisportverein Düsseldorf und für Fortuna Düsseldorf. 2003 wechselte er in die A-Jugend von Rot-Weiss Essen. Noch als Jugendspieler kam er im Mai 2004 bei der Herrenmannschaft im Finale des Niederrheinpokals zum Einsatz und trug mit einem Tor zum 2:0-Sieg gegen Fortuna Düsseldorf bei. Ab der Saison 2004/05 gehörte er fest zum Kader der ersten Mannschaft in der 2. Bundesliga, kam jedoch in der Liga nicht zum Einsatz.
Im Sommer 2005 wechselte Kreuels in die zweite Mannschaft des VfL Wolfsburg in die Oberliga Nord. 2007 gelang ihm mit der Mannschaft der Aufstieg in die Regionalliga, wobei er mit 17 Saisontoren in 30 Spielen der beste Torschütze der Mannschaft wurde.
Nach sieben Jahren in Wolfsburg wechselte er im Sommer 2012 in die 3. Liga zum SV Babelsberg 03. In der Saison 2012/13 war er mit sieben Toren der beste Torschütze der Babelsberger, konnte den Abstieg aber nicht verhindern. Kreuels wechselte zur Saison 2013/14 zum 1. FC Saarbrücken und blieb somit in der 3. Liga. Mit dem FCS, für den er krankheitsbedingt nur neun Ligaspiele bestritt, stieg er am Saisonende in die Regionalliga ab.
In der Saison 2014/15 spielte Kreuels in der Regionalliga West für Rot-Weiß Oberhausen, für die er krankheitshalber jedoch nur in sechs Ligaspielen zum Einsatz kam. Im Anschluss beendete er seine Spielerkarriere. Er gründete eine Beratungsfirma für die strategische Karriereplanung, Begleitung und das Managen junger Fußballtalente und Profis.